# Smygehamn
Smygehamn is een plaats in de gemeente Trelleborg in de Zweedse provincie Skåne. De plaats heeft 1174 inwoners (2005) en een oppervlakte van 102 hectare.
Iets ten zuidwesten van Smygeham ligt Smygehuk, het zuidelijkste punt van Zweden. Tot 1950 heette Smygehamn Östratorp.